# Kuchis
Les Kuchis sont un groupe ethnique de nomades pachtounes en Afghanistan. Il pourrait y en avoir six millions sur les 25 millions d'habitants que compterait le pays. Ce groupe a été mis en exergue par la Mission d'assistance des Nations unies en Afghanistan (UNAMA) comme l'une des plus grandes populations vulnérables du pays. Leur dirigeant ethnique est Hashmat Ghani Ahmadzai.
Des mesures spécifiques sont prévues à leur égard dans la Constitution afghane (article 14) dans le but d'améliorer le bien-être des Kuchis, y compris des mesures pour le logement, la représentation (voir sièges réservés) et l'enseignement.